# マーガレット・サットン
マーガレット・サットン（Margaret Sutton, 1903年1月22日 - 2001年6月21日）は、アメリカの児童文学作家。「少女探偵ジュディ・ボルトン」シリーズで知られる。

## 概略
1903年、ペンシルバニア州ポッター郡のOdinに生まれる。出生名はレイチェル・ビーブ（Rachel Irene Beebe）。ニューヨークのRochester Business Instituteを卒業後、筆記者として働いた。1924年にウィリアム・ヘンリー・サットンと結婚。1932年にマーガレット・サットンのペンネームで最初のジュディ・ボルトンものである『消える影』（The Vanishing Shadow）を刊行した。以後35年にわたり、38冊の「ジュディ・ボルトン」シリーズを執筆した。
「少女探偵ナンシー・ドルー」シリーズと並び賞される「ジュディ・ボルトン」シリーズは日本でも多く訳されている。

## 作品
- 『探偵少女ジュディー』（松本恵子訳、関川留加絵、講談社、世界少女小説全集） 1957
- 『幽霊面の呪』（加藤正美訳、古屋勉絵、保育社、保育社の探偵冒険全集） 1957
- 『ガラス球の秘密』（久能不二夫訳、宮本孝絵、保育社、保育社の探偵冒険全集） 1957
- 『歌う花びんの謎』（加藤正美訳、宮本孝絵、保育社、保育社の探偵冒険全集） 1958
- 『旅行かばんの秘密』（塩谷太郎訳、野々口重絵、金の星社、少女世界推理名作選集） 1962　のちフォア文庫
- 『なぞの美少女』（山主敏子訳、岩本暁絵、金の星社、少女世界推理名作選集） 1963、のちフォア文庫
- 『地下室の秘密』（丹野節子訳、野々口重絵、金の星社、少女世界推理名作選集） 1964、のちフォア文庫
- 『少女誘かい事件』（大蔵宏之訳、中山正美絵、金の星社、少女世界推理名作選集） 1964
- 『ぬすまれた花嫁衣装』（久米元一訳、野々口重絵、金の星社、少女世界推理名作選集） 1964
- 『屋根裏の幽霊』（野長瀬正夫訳、小林与志絵、金の星社、少女世界推理名作選集） 1966、のち改題『少女探偵ジュディ』（フォア文庫） 2000.3
- 『幽霊面』（福島正実訳、伊勢田邦彦絵、ポプラ社、ジュニア世界ミステリー） 1968
- 『消える影の謎』（塩谷太郎訳、依光隆絵、ポプラ社、ジュニア世界ミステリー） 1968
- 『動く肖像画の謎』（谷村まち子訳、高橋懿国絵、偕成社、世界探偵名作シリーズ） 1969
- 『ジュディの推理』（岡上鈴江訳、中山正美絵、金の星社、少女世界推理名作選集） 1974、のち改題『少女探偵ジュディ・消えたダイヤモンド』（フォア文庫） 2002.6
- 『少女探偵ジュディ・黄色い幽霊』（高瀬嘉男訳、山下以登画、フォア文庫） 2001.3